# Sistema di informazione digitale accessibile

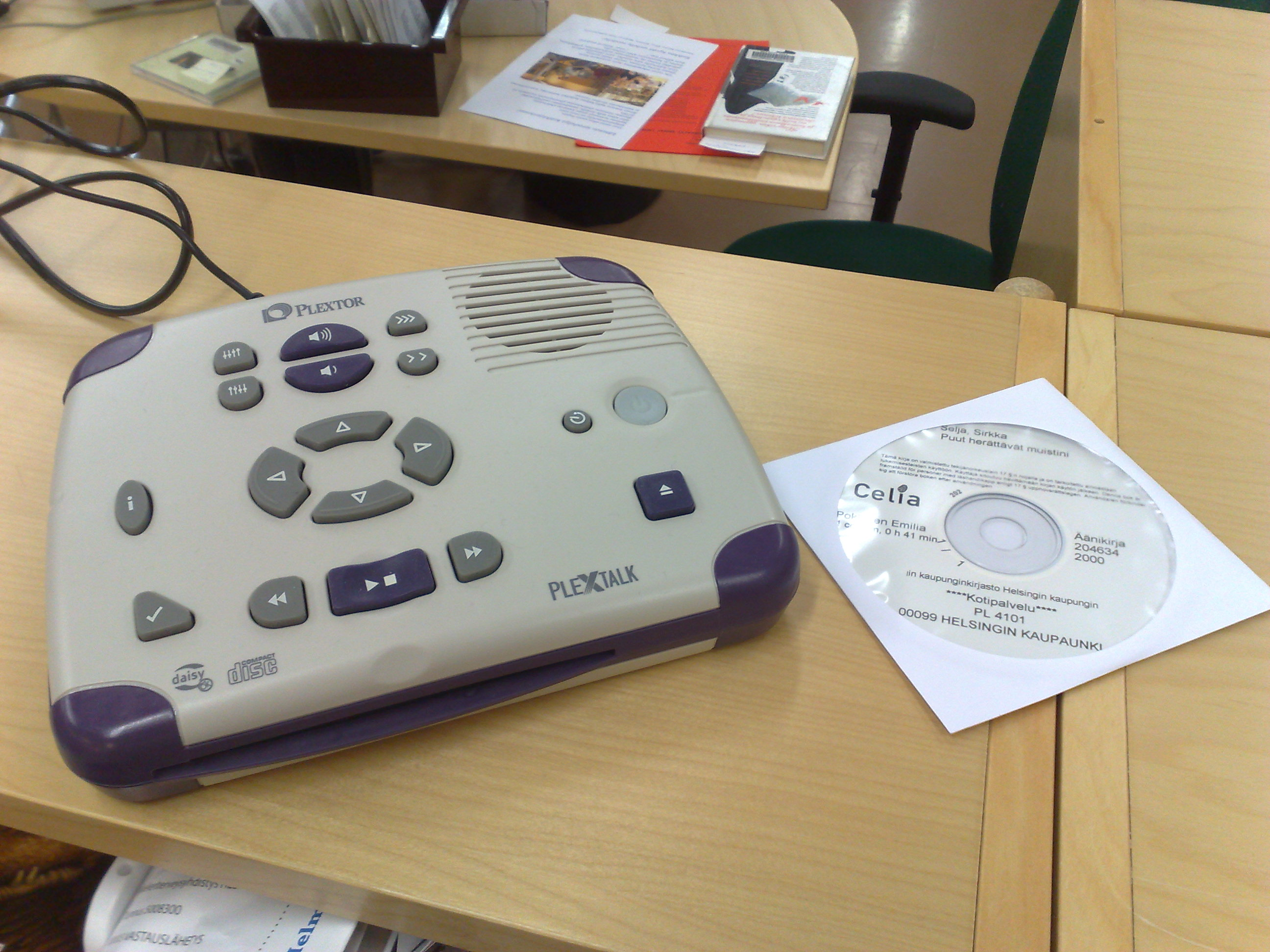
Un lettore DAISY e un audio-libro.

Il sistema di informazione digitale accessibile (in inglese digital accessible information system) o abbreviato DAISY è uno standard tecnico per audio-libri digitali, periodici e testo computerizzato. DAISY è progettato per essere un sostituto completo dell'audio per il materiale di stampa ed è specificamente progettato per l'uso da parte di persone con "disabilità visive o di apprendimento", tra cui cecità, disturbi della vista e dislessia. Basato sui formati MP3 e XML, il formato DAISY ha funzionalità avanzate oltre a quelle specifiche di un audio-libro tradizionale. Gli utenti possono effettuare ricerche, posizionare segnalibri, navigare di precisione riga per riga e regolare la velocità di conversazione senza incappare in distorsioni. DAISY fornisce anche tabelle, riferimenti e informazioni aggiuntive accessibili dal punto di vista uditivo. Di conseguenza, DAISY consente agli ascoltatori non vedenti una navigazione in qualcosa di complesso, quale un'enciclopedia o un libro di testo, altrimenti impossibile utilizzando registrazioni audio convenzionali.
I contenuti multimediali DAISY possono essere libri, riviste, quotidiani, periodici, testi computerizzati o presentazioni con testo e audio sincronizzati. Fornisce fino a sei "livelli di navigazione" incorporati per contenuti, come oggetti di tipo immagini, oggetti grafici e MathML. Nello standard DAISY, la navigazione viene abilitata all'interno di una struttura sequenziale e gerarchica costituita da testo (in linguaggio di markup) sincronizzato con audio. DAISY 2 era basato su XHTML e SMIL. DAISY 3 è una tecnologia più recente, anch'essa basata su XML, ed è standardizzata come ANSI/NISO Z39.86-2005.
Il consorzio DAISY è stato fondato nel 1996 ed è composto da organizzazioni internazionali impegnate nello sviluppo di un accesso equo alle informazioni per le persone con disabilità visive e di apprendimento. Il consorzio è stato selezionato dalla organizzazione internazionale sugli standard di informazione (NISO), che rappresenta l'agenzia di manutenzione ufficiale per lo standard DAISY/NISO.

## Specifiche
Un audio-libro digitale (in inglese Digital Talking Book) o DTB è una raccolta di file elettronici disposti in modo da poter essere accessibili verso un determinato target di popolazione attraverso mezzi alternativi, quali il linguaggio umano o sintetizzato, schermi Braille o schermi visuali, ad es. testi a caratteri grandi. I file DTB inclusi nel formato DAISY sono:
- File di pacchetto: un set di metadati che descrive il DTB
- File per contenuti testuali: contiene il testo del documento in XML
- File audio: registrazioni vocali MP3 umane o sintetiche
- File immagini: per rappresentazioni visive
- File di sincronizzazione: sincronizza i diversi file multimediali del DTB durante la riproduzione
- File di controllo della navigazione: per visualizzare la struttura gerarchica del documento
- File per segnalibri o contenuti in evidenza: supporto per contenuti in evidenza impostati dall'utente
- File risorse: per la gestione della riproduzione
- File per la distribuzione di informazioni: mappa ogni file SMIL su un'unità multimediale specifica

## Accesso al materiale
Poiché lo standard DAISY è spesso utilizzato da persone con disabilità, molte delle organizzazioni esistenti che producono versioni accessibili per contenuti protetti da copyright si stanno spostando verso lo standard DAISY e si stanno lentamente allontanando da metodi di distribuzione più tradizionali come il nastro per cassetta.
Negli Stati Uniti, la Learning Ally (formalmente "registrazione per ipovedenti e dislessici" o RFB&D), la AMAC Accessibility, la Bookshare e il servizio biblioteche nazionale per ipovedenti e portatori di handicap (NLS), tra l'altro, offrono contenuti a persone con disabilità visive e non vedenti. La Learning Ally e e la Bookshare consentono anche l'accesso a persone con dislessia o altre disabilità che compromettono la capacità della persona nella lettura dei testi. La NLS utilizza una metodologia di archiviazione pari a quello delle biblioteche, in quanto i libri vengono dati in prestito (su cassette fisiche come erano in origine), quindi sono in grado di offrire contenuti gratuiti, proprio come qualsiasi biblioteca pubblica. La Learning Ally e la Bookshare sono entrambi servizi che richiedono un abbonamento. L'iscrizione a Bookshare è gratuita per gli studenti statunitensi grazie ai finanziamenti del Dipartimento della Pubblica Istruzione degli Stati Uniti.
I contenuti delle organizzazioni NLS e della Learning Ally utilizzano lo standard di crittografia "Libro Digitale Protetto DAISY" (in inglese Protected Digital Book) o PDTB. La struttura dei file di definizione DAISY di base rimane la stessa, tuttavia, l'audio in sé, e in alcuni casi alcuni tag di informazione nei file SMIL DAISY, sono crittografati e devono essere decrittati per poter essere letti o riprodotti. L'organizzazione che offre il contenuto fornisce all'utente una chiave di decrittografia, che può essere installata in un lettore DAISY per consentire la decrittazione. Poiché gli schemi di crittografia non fanno parte dello standard di base DAISY, solo i lettori che implementano specificamente gli algoritmi necessari e la gestione delle chiavi saranno in grado di accedere a questi titoli. La Bookshare utilizza un proprio progetto di gestione dei diritti digitali utilizzando un'impronta digitale per ottenere l'identità di ogni utente ad ogni libro digitale che viene scaricato. Queste politiche sono state intraprese per ottemperare alla legge 17 U.S.C. § 121 che richiede che un materiale protetto da copyright sia distribuito in uno specifico formato per impedire l'accesso ai materiali alle persone non autorizzate, come quelle che non hanno una disabilità qualificata.

## Produzione e riproduzione
I libri DAISY possono essere ascoltati su lettori DAISY autonomi, su computer che utilizzano software di riproduzione DAISY e su telefoni cellulari e lettori MP3 (con limite di navigazione). I libri DAISY possono essere distribuiti su CD o DVD, su una scheda di memoria o attraverso Internet.
Un libro di testo computerizzato DAISY può essere letto utilizzando uno schermo Braille o un software di lettura dello schermo, stampato come libro cartaceo in Braille, convertito in un audio-libro che utilizza una voce sintetizzata o una narrazione umana, e anche stampato su carta come un libro stampato a caratteri grandi. Inoltre, può essere letto come testo stampato a caratteri di grandi dimensioni sullo schermo di un computer.